# Euchromius nivalis
Euchromius nivalis là một loài bướm đêm trong họ Crambidae.